# 伊藤涼
伊藤 涼（いとう りょう）は、日本の音楽プロデューサー、ソングライター。株式会社マゴノダイマデ・プロダクション代表取締役。

## 経歴
2001年バークリー音楽大学（アメリカ合衆国マサチューセッツ州ボストン）を卒業。帰国後ジャニーズ・エンタテイメントに入社。近藤真彦、少年隊やKinKi Kidsのディレクターを経て、2004年メジャー・デビューしたNEWSのプロデューサーに就任。2005年にはテレビドラマ『野ブタ。をプロデュース』に出演した亀梨和也（KAT-TUN） と山下智久の期間限定ユニット修二と彰によるシングル『青春アミーゴ』をミリオンセラーへ導く。その後も山下智久のソロ曲『抱いてセニョリータ』のヒットや、人気ユニットテゴマスの海外デビューを仕掛けたりと活躍を続けるも、2009年6月に同社を退社。翌月には自らが代表を務める株式会社マゴノダイマデ・プロダクションを設立する。
“コーライティング”という楽曲制作方法を日本に広めるきっかけを作り、また現在日本におけるコーライティングの第一人者。。自身もプロデューサーとしての経験を活かし、現在は楽曲制作も行っている。また作曲家育成プログラム「山口ゼミ」、山口ゼミ卒業生から選抜されたメンバーが集まる「コーライティング・ファーム(Co-Writing Farm: CWF)」や作詞家育成コミュニティー「リリック・ラボ」にてプロ作詞・作曲家の育成に携わっている。そういった育成講座にて伊藤がデモ作品に厳しいコメントをすることは知られており、受講者の間では「伊藤斬り」と呼ばれている。
雑誌CREA（クレア）のウェブ版にてヒット曲に関するコラムを掲載し、歌詞アナリストの顔も持つ。また自身では食と音楽を結びつける“フードミュージック・プロデューサー”と名乗っている。
2019年に著作権管理事業者の株式会社NexToneによるNexTone Award 2019にて、著作使用料分配額上位3作品におくられる賞のうちGOLD　MEDALを楽曲『In Two』（安室奈美恵）で受賞した。
同じく2019年、コーライティング・ファームのエージェント機能を法人化し、株式会社CWFを設立。伊藤が代表取締役を務めている。
2022年には自社プライベートスタジオ「magodai studio」を設立。レコーディングだけではなく、コーライティングセッションの場としても運営をしている。

### コーライティング
コーライティング（Co-writing)とは楽曲制作方法の1つ。数名の音楽家が1つのチームで作詞・作曲・編曲等すべてを一手に制作する方法。長く日本の音楽制作方法は作詞、作曲、編曲を別の人間がそれぞれ分担して行う形であったが、伊藤は欧米ですでに行われていたコーライトをいち早く導入し、自身もこの方法で楽曲制作に携わりつつコーライトの書籍も執筆している。また海外ではよく行われている泊り込みでの作業、コーライティングキャンプの日本版を企画し、第1回を2014年9月に神奈川県真鶴で開催した。

### プロジェクト「xpxp」
2020年に音楽クリエーターによるプロジェクト「xpxp」を始動。楽曲を提供するだけにとどまらず、クリエイター自身が音楽を発信するというプロジェクトで、メンバーは流動的。第2段シングルでは、ヒロイズム とコラボし「DUMP YOUR BOYFRIEND feat. PAU (Prod. by her0ism)」をリリースした。

## 提供楽曲
ENHYPEN
- 「Forget Me Not」（作詞・作曲）

Kep1er
- 「WA DA DA」（作詞）
- 「Daisy」（作詞）
- 「I do! Do you?」（作詞）

&TEAM
- 「scent of you」（作詞）
- 「バズ恋（BUZZ LOVE）」（作詞）

安室奈美恵
- 「Hope」（作詞・作曲） <ONE PIECE (アニメ)主題歌>
- 「In Two」（作詞・作曲） <NexTone Award 2019 Gold Medal受賞>

Da-iCE
- 「Bubble Love」（作曲）

Kis-My-Ft2
- 「SO BLUE」（作詞・作曲）

中島美嘉
- 「Wish」（作曲）

乃木坂46
- 「走れ!Bicycle」（作曲）

日向坂46
- 「孤独たちよ」（作曲 / 水流雄一朗、suekikiと共作）

AKB48
- 「ここにいたこと」（作曲）

OH MY GIRL
- 「Touch My Heart」（作曲）
- 「抱きしめるの」（作曲）
- 「Eternally, Precious Moment, Polaris」（作詞・作曲）
- 「Precious Moment」（作詞・作曲）
- 「Polaris」（作詞・作曲）
- 「Tear Rain」（作詞・作曲）
- 「Etoile」（作詞・作曲） <アニメノブレスEDテーマ>

YUKI
- 「ご・く・ら・くterminal」（作曲）

U-KISS
- 「Love Song」（作詞・作曲）

超特急
- 「KNOCK U DOWN」（作詞・作曲）
- 「Thinking of You」（作詞・作曲）
- 「Together As One」（作詞・作曲）

TFN
- 「Mirage」（作詞・作曲）

FAKY
- 「Last Petal」（作詞・作曲）
- 「99」（作詞・作曲）

ClariS
- 「Mermaid」（作曲）

井上苑子
- 「ファーストデート」（作詞・作曲）
- 「テレパシー」（作詞・作曲）

=LOVE
- 「24/7」（作曲）
- 「866」（作曲）

BUDDiiS
- 「To The Top」（作詞・作曲）
- 「R4U」（作詞・作曲）
- 「Dream Love」（作詞・作曲）
- 「Beautiful」（作詞・作曲）
- 「ON&ON」（作詞・作曲）
- 「HOT CHEESE」（作詞・作曲）
- 「BEAST2」（作詞・作曲）
- 「RISE IN LOVE」（作詞・作曲）

私立恵比寿中学
- 「私立恵比寿中学 (アルバム)|きゅるん」（作曲）

MAX
- 「Do Shot」（作曲）

FEMM
- 「Play by the rules, Boss」（作詞・作曲）

鈴木瑛美子
- 「After All」（作詞・作曲）

22/7
- 「君はMoon」（作曲）

ONE N' ONLY
- 「Hunt」（作詞・作曲）

SUPER★DRAGON
- 「Purple Moon」（作詞・作曲）

Girls²
- 「80’s Lover」（作詞・作曲）
- 「Love Genic」（作詞・作曲）
- 「UNCOOL」（作詞・作曲）

ハロプロ研修生
- 「アニマルランド」（作詞・作曲）

山下大輝
- 「Standing Strong」（作詞・作曲）
- 「サカサマ」（作詞・作曲）

7ORDER
- 「Edge」（作詞・作曲）

A応P
- 「さよならリファレンス」（作詞・作曲）

遥海
- 「Don't You Worry」（作詞・作曲）
- 「Don’t want your love」（作詞・作曲）

mahina
- 「YOU」（作詞・作曲）

東京女子流
- 「キミニヲクル 」（作詞・作曲）

円神
- 「ENJIN 」（作詞）
- 「Say Your Name 」（作詞・作曲）
- 「We Go 」（作詞・作曲）
- 「Peace Summer 」（作詞・作曲）
- 「TRESURE 」（作詞・作曲）
- 「KOTONOHA 」（作詞・作曲）
- 「交わした約束 」（作詞・作曲）
- 「To the Light 」（作詞・作曲）
- 「Perfect Step 」（作詞・作曲）
- 「Dressing is a way of life 」（作詞・作曲）
- 「OBENTO 」（作詞・作曲）
- 「Messing Around 」（作詞・作曲）
- 「Shining Your Life 」（作詞・作曲）
- 「スマイル」（作詞・作曲）

IA
- 「DIAMANTE」（作詞・作曲）

フェアリーズ
- 「ALIVE」（作詞・作曲）
- 「Change My Life」（作詞・作曲）

miracle²
- 「KIRA☆TUNE!」（作詞・作曲） <アイドル×戦士_ミラクルちゅーんず! 挿入歌>

杏里
- 「サキホコレ」（作詞・作曲）
- 「Ready to Love」（作詞・作曲）

color-code
- 「Kagero」（作詞・作曲）
- 「I GOT LOVE」（作詞・作曲）

NORD
- 「SEXY」（作詞・作曲）

nooote
- 「CITTA」（作詞・作曲）
- 「ZIGAZIGA」（作詞・作曲）

CIRGO GRINCO
- 「First Light」（作詞・作曲）

mona+
- 「ONE AND ONLY」（作詞・作曲）

SUENEL
- 「TRiP ON ME」（作詞・作曲）

MARIA
- 「未成年」（作詞・作曲）

FAINTS
- 「2002 CIVIC」（作詞・作曲）
- 「今すぐに会いたいから」（作詞・作曲）
- 「Novel」（作詞・作曲）

Lin Yanjun
- 「Turn Off」（作詞・作曲）

ZeBRA☆STAR
- 「Shining Fire」（作詞・作曲）

KANIKAPILA
- 「WEST TO GO!」（作詞）

STARMARIE
- 「パペットマニアMr. Joeと秘密の館」（作曲）

花岡なつみ
- 「ツヨイココロ」（作詞・作曲）

相沢まき
- 「マキマキマキ」（作詞・作曲）
- 「Belong」（作曲）

Stevi Ritchie
- 「Come on! Come on! Come on!」（ディレクション）

クラスメート
- 「君　君　君」（作詞・作曲） <テレビアニメ銀の墓守り II EDテーマ>
- 「ヘタレ」（作詞・作曲）

陸奥守JAPAN
- 「BIN!BIN!レポリューション」（作詞・作曲）

CWF
- 「誰にも言えない恋しちゃったけど feat. Chiaki Nagasawa」（作詞・作曲）

xpxp
- 「ARI feat. Yui Mugino」（作詞・作曲）
- 「DUMP YOUR BOYFRIEND feat. PAU (prod. by her0ism)」（作詞・作曲）
- 「A Little Jealous feat. Reeny Smith」（作詞・作曲）
- 「TOKYO SAVAGE featuring Leon Top」（作詞・作曲）

GENIC
- 「I'll Be There」（共作曲）

## 書籍
＜著作＞
- 『作詞力　ウケル・イケテル・カシカケル』
- 『とびきり愛される女性になる。恋愛ソングから学ぶ魔法のフレーズ』 共著：山口哲一
- 『最先端の作曲法コーライティングの教科書』
- 『役割シェア型の曲作りが、化学変化を起こす!』 共著：山口哲一
- 『Jポップ・デジタル作曲法　VOL. 4』共著 ：西尾周一郎

＜その他＞
- 『プロ直伝!職業作曲家への道』　著者：山口哲一
- 『DAWで曲を作るときにプロが実際行っていること』　著者：山口哲一